# Erebia psathura
Erebia psathura är en fjärilsart som beskrevs av Hans Fruhstorfer 1918. Erebia psathura ingår i släktet Erebia och familjen praktfjärilar. Inga underarter finns listade i Catalogue of Life.